# Sahel SC
Sahel Sporting Club – nigerski klub piłkarski, grający w pierwszej lidze nigerskiej, mający siedzibę  w mieście Niamey.

## Historia
Klub został założony w 1974 roku. Sahel SC jest spadkobiercą klubu Secteur 7, który był mistrzem Nigru w 1973 roku. Sahel SC wywalczył z kolei dwanaście tytułów mistrzowskich w latach 1974, 1986, 1987, 1990, 1991, 1992, 1994, 1996, 2003, 2004, 2007 i 2009. Klub zdobył też trzynaściePucharów Nigru w latach 1974, 1978, 1986, 1987, 1992, 1993, 1996, 2004, 2006, 2011, 2012, 2014 i 2017.

## Sukcesy
- Ligue 1[3]:
  - mistrzostwo (13): 1973 (jako Secteur 7), 1974, 1986, 1987, 1990, 1991, 1992, 1994, 1996, 2003, 2004, 2007, 2009

- Puchar Nigru[4]:
  - zwycięstwo (11): 1974, 1978, 1986, 1987, 1992, 1993, 1996, 2004, 2006, 2011, 2012, 2014, 2017

## Stadion
Domowe mecze klub rozgrywa na stadionie o nazwie Stade Général Seyni Kountché w Niamey. Stadion może pomieścić 35000 widzów.

## Występy w afrykańskich pucharach
| Sezon | Rozgrywki                 | Runda   | Kraj                     | Klub                         | Dom | Wyjazd | Dwumecz                     |
| ----- | ------------------------- | ------- | ------------------------ | ---------------------------- | --- | ------ | --------------------------- |
| 1975  | Puchar Zdobywców Pucharów | 1       | Togo                     | Ifodje Atakpamé              | 2–2 | 0–1    | 2–3                         |
| 1991  | Puchar Mistrzów           | wstępna | Togo                     | Ifodje Atakpamé              | 3–1 | 0–0    | 4–2                         |
| 1991  | Puchar Mistrzów           | 1       | Maroko                   | Wydad Casablanca             | 0–0 | 1–3    | 1–3                         |
| 1992  | Puchar Mistrzów           | wstępna | Benin                    | Postel Sport FC              | 2–1 | 2–1    | 4–2                         |
| 1992  | Puchar Mistrzów           | 1       | Algieria                 | MO Constantine               | 2–1 | 0–2    | 2–3                         |
| 1993  | Puchar Mistrzów           | wstępna | Czad                     | Elect-Sport FC               | 2–0 | 2–0    | 4–0                         |
| 1993  | Puchar Mistrzów           | 1       | Ghana                    | Asante Kotoko                | 0–0 | 0–2    | 0–2                         |
| 1994  | Puchar Zdobywców Pucharów | 1       | Tunezja                  | Olympique Béja               | 1–0 | 0–3    | 1–3                         |
| 1997  | Puchar Zdobywców Pucharów | 1       | Burkina Faso             | Étoile Filante Wagadugu      | -   | -      | walkower dla Étoile Filante |
| 2004  | Liga Mistrzów             | wstępna |                          | Al-Ittihad Trypolis          | 2–0 | 0–1    | 2–1                         |
| 2004  | Liga Mistrzów             | 1       | Tunezja                  | Espérance Tunis              | 0–1 | 0–4    | 0–5                         |
| 2006  | Puchar Konfederacji       | wstępna | Wybrzeże Kości Słoniowej | Séwé Sport San-Pédro         | 1–1 | 1–3    | 1–4                         |
| 2007  | Puchar Konfederacji       | 1       | Burkina Faso             | Étoile Filante Wagadugu      | 2–2 | 1–1    | 3–3                         |
| 2008  | Liga Mistrzów             | wstępna | Ghana                    | Ashanti Gold SC              | 1–0 | 1–6    | 2–6                         |
| 2010  | Liga Mistrzów             | wstępna | Tunezja                  | Club Africain                | 2–1 | 0–1    | 2–2                         |
| 2011  | Puchar Konfederacji       | wstępna | Togo                     | Dynamic Togolais             | 0–0 | 0–0    | 0–0 (k. 4–2)                |
| 2011  | Puchar Konfederacji       | 1       | Maroko                   | Maghreb Fez                  | 0–0 | 1–2    | 1–2                         |
| 2012  | Puchar Konfederacji       | wstępna | Czad                     | Renaissance FC               | 2–2 | 0–2    | 2–4                         |
| 2013  | Puchar Konfederacji       | wstępna | Burkina Faso             | Rail Club du Kadiogo         | 0–1 | 1–1    | 1–2                         |
| 2015  | Puchar Konfederacji       | wstępna | Algieria                 | MC Algier                    | 2–0 | 0–0    | 2–0                         |
| 2015  | Puchar Konfederacji       | 1       | Mali                     | AS Onze Créateurs de Niaréla | 0–0 | 1–2    | 1–2                         |
| 2018  | Puchar Konfederacji       | wstępna | Libia                    | Al-Ittihad Trypolis          | 0–3 | 0–1    | 0–4                         |

## Reprezentanci kraju grający w klubie od 2002 roku
Stan na maj 2023.
| - Ide Abdoulaye - Ismaël Alassane - Abdoulrazak Ali - Moussa Alzouma - Abdoul Nasser Barkiré - Abdoulaye Coulibaly - Koffi Dan Kowa - Kassaly Daouda - Adamou Ibrahim Djibo - Issa Djibrilla - Moustapha Garba - Ismaël Inoussa - Hinsa Issoufou - Lancina Karim Konate - Marcelin Kouamé | - Parfait Kouassi - Idrissa Laouali - Ouwo Moussa Maazou - Chikoto Mohamed - Moussa Mossi - Sehu Musa - Massaoudou Nouhou - Karim Oumarou - Mahamadou Ousseini - Karim Paraisou - Rabo Saminou - Abdoul Razak Seyni - Moussa Shehou - Moctar Yacouba - Moussa Narry |